# Spirostreptus marginescaber
Spirostreptus marginescaber är en mångfotingart som beskrevs av Karsch 1884. Spirostreptus marginescaber ingår i släktet Spirostreptus och familjen Spirostreptidae. Inga underarter finns listade i Catalogue of Life.